# Pedro Juan Soto
Pedro Juan Soto, (11 de julio de 1928, Cataño, Puerto Rico - 7 de noviembre de 2002, San Juan, Puerto Rico) fue un  escritor, periodista y profesor puertorriqueño.

## Biografía
Cursó sus estudios primarios y secundarios en Cataño y Bayamón. A los 17 años Soto se fue a Nueva York, donde se recibió de Bachillerato en Artes por la Universidad de Long Island; sirvió un año en el ejército estadounidense y después continuó sus estudios en la Universidad de Columbia, donde obtuvo una Maestría en Artes (1953). En Nueva York se inició en el periodismo. 
Regresó a Puerto Rico en 1955, en cuya universidad fue profesor de Literatura en el Recinto de Río Piedras, de donde se jubiló. En 2000 se doctoró en la Universidad de Toulouse, Francia. 
Soto dejó incompleto un diario sobre los sucesos del Cerro Maravilla del 25 de julio de 1978, en los que su hijo Carlos Soto Arriví fue asesinado por la policía junto a otro joven independentista, Arnaldo Darío Rosado.
Entre los premios instituidos por la Fundación Nilita Vientós Gastón figura el de cuento que lleva el nombre de Pedro Juan Soto. 
Soto falleció a los 74 años a causa de un fallo respiratorio en el Hospital Auxilio Mutuo de Río Piedras. Estaba casado con la escritora Carmen Lugo Filippi y dejó dos hijos: Roberto y Juan Manuel.

## Actividad literaria
Junto con René Marqués y otros escritores, Soto pertenece al grupo de narradores que revolucionaron  cuento de Puerto Rico, cuyo tema principal se enfoca en la colonización de los Estados Unidos y la difícil adaptación de los puertorriqueños a la cultura norteamericana. Por su pesimismo a esta generación de escritores del cincuenta se le conoce como la generación desesperada. 
Comenzó a publicar sus cuentos en la revista Asomante. Garabatos (1953) y Los inocentes (1954) recibieron sendos premios del Ateneo. Estos relatos, junto con otros cinco que fueron reunidos en el libro Spiks (1956), tratan acerca de la vida de los puertorriqueños en Nueva York, donde vivió 10 años. En ellos describe los problemas y sufrimientos de los puertorriqueños que viven el medio hostil e inhóspito que les ofrecía esa ciudad. 
También fue distinguida con un Ateneo su primera obra de teatro, "El huésped", representada en 1956 por la Docta Casa.
Tres años más tarde, publica su primera novela, Usmaíl, la trágica historia de un negro hijo de una pobre madre -Chefa- seducida por un administrador norteamericano, que la abandona cuando se entera de que está embarazada. A través de la historia de Usmaíl, Soto refleja la historia de la pequeña isla de Vieques y de los abusos de los marinos norteamericanos. Usmaíl, que fue traducida al inglés por Myrna Pagán y Charlie Connelly y publicada en 2007, sigue siendo la novela más popular de Soto.

## Premios
Las obras de Soto fueron galardonadas con diversos premios. Los primeros los ganó en 1953, 1954 y 1955 en el Certamen del Ateneo Puertorriqueño, luego le siguió el Premio del Instituto de Literatura Puertorriqueña en 1959. El más importante de todos fue el Premio de Novela de la Casa de las Américas en 1982.

## Obras
- Los perros anónimos (1950)
- El huésped (1955) teatro
- Spiks (1956) 7 cuentos (Ausencia, Bayaminiña, Campeones, Dios en Harlem, Garabatos, La Cautiva, Los Inocentes) con 6 "miniaturas" intercaladas
- Las máscaras (1958) teatro
- Usmail (1959) novela
- Ardiente suelo, fría estación(1961) novela
- La nueva vida (1966) antología bilingüe español - inglés
- El francotirador (1969) novela
- Temporada de duendes (1970), novela
- A solas con Pedro Juan Soto, entrevistas (1973)
- El huésped, las máscaras y otros disfraces (1974)
- Un decir (1976), cuentos
- Un oscuro pueblo sonriente (1982), novela, Premio Casa de las Américas 1982
- En busca de J. I. de Diego Padró (1990), ensayos y entrevistas, publicados con su esposa, la cuentista puertorriqueña Carmen Lugo Filippi
- Memoria de mi amnesia (1991), memorias.
- La sombra lejana (1999), teatro